# Amina Moudden
Amina Mourupt (sinh ngày 3 tháng 1 năm 1984) là một tay ném đĩa người Maroc.
Sau thành công ở cấp cơ sở khu vực, cô đã giành được huy chương đồng tại Giải vô địch Bắc Phi 2003  và huy chương bạc tại Đại hội Thể thao Pan Arab 2004. Sau một thời gian dài từ ánh đèn sân khấu quốc tế, cô đã giành được huy chương đồng tại Giải vô địch châu Phi 2014, huy chương vàng tại Giải vô địch Ả Rập 2015, hoàn thành thứ tám tại Giải vô địch châu Phi 2016, giành huy chương bạc tại Đại hội đoàn kết Hồi giáo 2017 và huy chương vàng tại Giải vô địch Ả Rập 2017.
Trên toàn cầu, cô đại diện cho châu Phi tại Cúp lục địa 2014, đứng thứ tám. Cú ném tốt nhất của cá nhân cô là 52,64 mét, đạt được vào tháng 10 năm 2004 tại Thế vận hội Pan Arab ở Algiers.